# 38 Arietis
Étoile variable,
Étoile variable de type Delta Scuti,
Étoile à grand mouvement propre (d)
Source astrophysique de rayons UV (d)
38 Arietis est une étoile variable de type Delta Scuti de la constellation du Bélier, située à 38,758 6 ± 0,457 9 pc (∼126 al) de la Terre.